# Zweifelhafte Zwergmispel
Die Zweifelhafte Zwergmispel (Cotoneaster ambiguus) ist ein weiß blühender Strauch aus der Gruppe der Kernobstgewächse (Pyrinae). Das natürliche Verbreitungsgebiet der Art liegt im Westen Chinas. Sie wird manchmal als Zierpflanze verwendet.

## Beschreibung
Die Zweifelhafte Zwergmispel ist ein sommergrüner, bis 2 Meter hoher Strauch mit rötlichbraunen oder graubraunen, dünnen, anfangs strigelhaarigen und später verkahlenden Zweigen. Die Laubblätter sind in Blattstiel und Blattspreite gegliedert. Der Stiel ist 2 bis 5 Millimeter lang und fein behaart. Die Nebenblätter sind lanzettlich oder linealisch-lanzettlich, fein behaart und fallen meist früh ab. Die Blattspreite ist einfach, oval-eiförmig bis rhombisch-eiförmig, 2,5 bis 6 Zentimeter lang und 1,5 bis 3 Zentimeter breit, mit zugespitzter oder spitzer Blattspitze und breit keilförmiger Basis. Die Blattoberseite ist fein behaart und früh verkahlend, die Unterseite ist anfangs flaumhaarig später ebenfalls verkahlend.
Die Blütenstände sind 1,5 bis 3,5 Zentimeter durchmessende Schirmrispen aus fünf bis zehn Blüten mit fein behaarter Spindel. Die Tragblätter sind lanzettlich oder linealisch, 2 bis 3 Millimeter lang, fein behaart und fallen früh ab. Die Blütenstiele sind fein behaart und 4 bis 6 Millimeter lang. Die Blüten haben einen Durchmesser von 7 bis 8 Millimeter. Der Blütenbecher ist außen anfangs fein behaart und verkahlt später. Die Kelchblätter sind dreieckig, zugespitzt und 1 bis 1,5 Millimeter lang und 2 bis 2,5 Millimeter breit. Die Kronblätter stehen aufrecht. Sie sind weiß mit rosafarbenen Flecken, breit eiförmig oder rundlich, 3 bis 4 Millimeter lang und beinahe auch so breit, mit stumpfer Spitze und etwas genagelter Basis. Die etwa 20 Staubblätter sind etwas kürzer als die Kronblätter. Die Spitze des Fruchtknotens ist dicht behaart. Die freistehenden, zwei bis fünf Griffel ragen nicht über die Staubblätter hinaus. Die Früchte sind schwarz, 8 bis 10 Millimeter lang und 6 bis 7 Millimeter breit, eiförmig bis rundlich und an der Spitze behaart. Je Frucht werden zwei oder drei, selten vier oder fünf Kerne gebildet. Die Zweifelhafte Zwergmispel blüht von Mai bis Juni, die Früchte reifen von September bis Oktober.

## Vorkommen und Standortansprüche
Das natürliche Verbreitungsgebiet liegt in den chinesischen Provinzen Gansu, Guizhou, Hubei, Ningxia, Shaanxi, Sichuan und Yunnan. Die Zweifelhafte Zwergmispel wächst in Steppen und Trockenwäldern in 1800 bis 3000 Metern Höhe auf mäßig trockenen bis frischen, schwach sauren bis alkalischen, sandig-lehmigen bis lehmigen, nährstoffreichen Böden an sonnigen bis lichtschattigen Standorten. Die Art ist wärmeliebend und frosthart.

## Systematik
Die Zweifelhafte Zwergmispel (Cotoneaster ambiguus) ist eine Art aus der Gattung der Zwergmispeln (Cotoneaster). Sie wird in der Familie der Rosengewächse (Rosaceae) der Unterfamilie Spiraeoideae, Tribus Pyreae der Untertribus der Kernobstgewächse (Pyrinae) zugeordnet. Die Art wurde 1912 von Alfred Rehder und Ernest Henry Wilson als Cotoneaster ambigua erstmals wissenschaftlich beschrieben. Der Gattungsname Cotoneaster leitet sich vom lateinischen „cotoneum malum“ für die Quitte (Cydonia oblonga) ab. Die Endung „aster“ ist eine Vergröberungsform für Pflanzengruppen, die im Vergleich zu ähnlichen Gruppen als minderwertig betrachtet werden. Das Artepitheton ambiguus stammt ebenfalls aus dem Lateinischen und bedeutet „zweideutig“, was auf die zweifelhafte Zuordnung der Art verweist.

## Verwendung
Die Zweifelhafte Zwergmispel wird manchmal aufgrund der bemerkenswerten Früchte als Zierpflanze verwendet.

## Nachweise